# Woven Hand
Woven Hand (ook Wovenhand gespeld) is een Amerikaanse alternatieve indie-, countryrock- en folkrockband die in 2001 als soloproject werd opgericht door David Eugene Edwards toen zijn groep 16 Horsepower een rustpauze inlaste en hij begon op te treden met drummer Ordy Garrison en cellist Paul Fonfara. In 2002 verscheen het eerste album: Woven Hand.
In 2005 hield 16 Horsepower op te bestaan en Edwards focust zich sindsdien op Woven Hand, waarmee hij al een klein dozijn albums uitbracht. De band heeft een aantal personeelswisselingen gekend, onder meer was de Belgische gitarist Peter Van Laerhoven van 2006 tot 2009 lid.

## Discografie

### Studioalbums
- Woven Hand (2002)
- Blush Music (2003)
- Consider the Birds (2004)
- Mosaic (2006)
- Puur (2006) (Woven Hand & Ultima Vez (het dansgezelschap van Wim Vandekeybus))
- Ten Stones (2008)
- The Threshingfloor (2010)
- The Laughing Stalk (2012)
- Refractory Obdurate (2014)
- Star Treatment (2016)
- Silver Sash (2022)

### Livealbums
- Live at Roepaen (2012)

## Hitlijsten
| Album met hitnotering(en) in de Vlaamse Ultratop 200 albums | Datum van verschijnen | Datum van binnenkomst | Hoogste positie | Aantal weken | Opmerkingen |
| ----------------------------------------------------------- | --------------------- | --------------------- | --------------- | ------------ | ----------- |
| Consider the Birds                                          | 2004                  | 09/10/2004            | 74              | 3            |             |
| Mosaic                                                      | 2006                  | 01/07/2006            | 43              | 5            |             |
| Ten Stones                                                  | 2008                  | 20/09/2008            | 40              | 5            |             |
| The Threshingfloor                                          | 2010                  | 22/05/2010            | 56              | 6            |             |
| Live at Roepaen                                             | 2012                  | 05/05/2012            | 76              | 3            |             |
| The Laughing Stalk                                          | 2012                  | 15/09/2012            | 41              | 10           |             |
| Refractory Obdurate                                         | 2014                  | 03/05/2014            | 49              | 10           |             |